# Port lotniczy Cape Dorset
Port lotniczy Cape Dorset (IATA: YTE, ICAO: CYTE) – port lotniczy położony w Kinngait, w Nunavut, w Kanadzie.
Lotnisko posiada jeden żwirowy pas startowy o długości 1215,5 m i szerokości 30,5 m.